# Gmina zbiorowa Harsefeld
Gmina zbiorowa Harsefeld (niem. Samtgemeinde Harsefeld) – gmina zbiorowa położona w niemieckim kraju związkowym Dolna Saksonia, w powiecie Stade. Siedziba administracji gminy zbiorowej znajduje się w mieście Harsefeld.

## Podział administracyjny
Do gminy zbiorowej Harsefeld należą trzy gminy oraz jedno miasto (Flecken):
1. Ahlerstedt
2. Bargstedt
3. Brest
4. Harsefeld